# 夏威夷狗母魚
夏威夷狗母魚，為輻鰭魚綱仙女魚目合齒魚亞目合齒魚科的其中一種，分布於中東太平洋區的夏威夷群島海域，體長可達13.6公分，為底棲性魚類，屬肉食性，生活習性不明。